# Murder at Dawn
Pour plus de détails, voir Fiche technique et Distribution.
Murder at Dawn est un film d'espionnage américain réalisé par Richard Thorpe, sorti en 1932.

## Synopsis
L'invention d'une nouvelle dynamo permettant de créer de l'électricité à partir de la lumière va mettre en danger l'inventeur, le professeur Farrington, et sa fille Doris...

## Fiche technique
- Titre original : Murder at Dawn
- Réalisation : Richard Thorpe
- Scénario : Barry Barringer
- Direction artistique : Directeur artistique
- Décors : Chef décorateur
- Costumes : Costumier
- Photographie : Edward A. Kull
- Son : Frederick Bain
- Montage : Earl Crain Sr.
- Production : Burton L. King
- Société de production : Big 4 Film Corporation
- Société de distribution : Big 4 Film Corporation
- Pays d'origine :  États-Unis
- Langue originale : anglais
- Format : noir et blanc — 35 mm — 1,37:1 — son Mono
- Genre : Film d'espionnage
- Durée : 62 minutes
- Date de sortie :
  - États-Unis : 23 février 1932
- Licence : Domaine public

## Distribution
- Jack Mulhall : Danny
- Josephine Dunn : Doris Farrington
- Eddie Boland : Freddie
- Marjorie Beebe : Gertrude
- Martha Mattox : la gouvernante
- Mischa Auer : Henry
- Phillips Smalley : Juge Folger
- Crauford Kent : Arnstein
- Frank Ball : Farrington
- Alfred Cross : Goddard